# Éric Bernard
Éric Bernard (* 24. srpna 1964, Martigues) je bývalý francouzský automobilový závodník, ve formuli 1 jezdil za týmy Ligier, Larrousse a Lotus.

## Kariéra před Formulí 1
V roce 1976 začal závodit na motokárách, kde v následujících sedmi letech získal 4 tituly mistra Francie. V roce 1983 se zúčastnil závodnické školy na okruhu Paul Ricard, v závěrečné soutěži Volant Elf porazil budoucí piloty F1 Jeana Alesiho a Bertranda Gachota. Díky této výhře získal sponzory pro sezonu 1984 ve Formuli Renault, kde napoprvé skončil 4 a následující rok zvítězil. V roce 1986 vstoupil do francouzské Formule 3, kde se následující rok stal šampionem a v první roce skončil druhý za Jeanem Alesim. Roku 1988 přestoupil do Formule 3000.

## Formule 1
Roku 1989 dostal nabídku od francouzské stáje Larrousse zaskočit v Grand Prix Francie 1989 za Yannicka Dalmase a této hozené rukavice využil, během závodu se pohyboval okolo pátého místa, avšak několik kol před koncem jej zradil motor Lamborghini a Bernard dojel až jedenáctý. Nastoupil i do následující Grand Prix Velké Británie 1989 a poté se vrátil do Formule 3000.
Díky svému debutu získal závodní sedačku u Larrousse i pro sezonu 1990. Díky 6. příčce v Grand Prix Monaka 1990 si připsal svůj první bod, nejlepším výsledkem se stala 4. pozice v Grand Prix Velké Británie 1990.
Rozhodl se zůstat i pro rok 1991, ovšem tým se dostal do problémů, ztratil dodavatele motorů Lamborghini, který přešel k týmu Modena team, další katastrofou způsobila FIA, která v zimě mezi sezonami odebrala týmu body získané v roce 1990, což způsobilo, že tým opustila valná většina sponzorů. Přes nepřízeň okolí získal Bernard 6. příčku v Grand Prix Mexika 1991. Poprvé v kariéře se nedokázal kvalifikovat do závodu (Grand Prix Itálie 1991). To horší teprve mělo přijít, v Grand Prix Japonska 1991 si ve volném tréninku zlomil nohu a sezona pro něj skončila.
Většinu sezony 1992 strávil rekonvalescencí. Následují rok mu jeho dlouholetý sponzor Elf zajistil místo testovacího jezdce u týmu Ligier, pro který závodil většinu roku 1994, kdy získal své nejlepší umístění v kariéře, skončil třetí v Grand Prix Německa 1994, potom jej nahradil Johnny Herbert a Bernard se přesunul k Britovu bývalému zaměstnavateli Lotusu.
Poslední sezonu ve F1 chtěl prožít opět ve stáji Larrousse, avšak tým zkrachoval dříve než sezona začala.

## Kariéra po F1
Po odchodu z královské disciplíny jezdil ve sportovních vozech, účastnil se sérií GT a ALMS.

## Kompletní výsledky ve Formuli 1
| Legenda k tabulce | Legenda k tabulce                                                                       |
| Barva             | Výsledek                                                                                |
| ----------------- | --------------------------------------------------------------------------------------- |
| Zlatá             | Vítěz                                                                                   |
| Stříbrná          | 2. místo                                                                                |
| Bronzová          | 3. místo                                                                                |
| Zelená            | Bodované umístění                                                                       |
| Modrá             | Nebodované umístění                                                                     |
| Modrá             | Dokončil neklasifikován (NC)                                                            |
| Fialová           | Odstoupil (Ret)                                                                         |
| Červená           | Nekvalifikoval se (DNQ)                                                                 |
| Červená           | Nepředkvalifikoval se (DNPQ)                                                            |
| Černá             | Diskvalifikován (DSQ)                                                                   |
| Bílá              | Nestartoval (DNS)                                                                       |
| Bílá              | Závod zrušen (C)                                                                        |
| Světle modrá      | Pouze trénoval (PO)                                                                     |
| Světle modrá      | Páteční testovací jezdec (TD)                                                           |
| Bez barvy         | Netrénoval (DNP)                                                                        |
| Bez barvy         | Vyřazen (EX)                                                                            |
| Bez barvy         | Nepřijel (DNA)                                                                          |
| Bez barvy         | Odvolal účast (WD)                                                                      |
| Bez barvy         | Nezúčastnil se (prázdné)                                                                |
| Označení          | Význam                                                                                  |
| Tučnost           | Pole position                                                                           |
| Kurzíva           | Nejrychlejší kolo                                                                       |
| †                 | Jezdec nedojel do cíle, ale byl klasifikován, protože odjel více než 90 % délky závodu. |
| ‡                 | Byl udělován poloviční počet bodů, protože bylo odjeto méně než 75 % délky závodu.      |
| Horní index       | Umístění bodujících jezdců ve sprintu                                                   |

| Rok  | Tým                    | Šasi              | Motor           | 1       | 2       | 3       | 4       | 5       | 6       | 7       | 8       | 9       | 10      | 11      | 12      | 13      | 14      | 15      | 16      | Umístění  | Body |
| ---- | ---------------------- | ----------------- | --------------- | ------- | ------- | ------- | ------- | ------- | ------- | ------- | ------- | ------- | ------- | ------- | ------- | ------- | ------- | ------- | ------- | --------- | ---- |
| 1989 | Equipe Larrousse       | Lola LC89         | Lamborghini V12 | BRA     | SMR     | MON     | MEX     | USA     | CAN     | FRA 11  | GBR Ret | GER     | HUN     | BEL     | ITA     | POR     | ESP     | JPN     | AUS     | -         | 0    |
| 1990 | Espo Larrousse F1      | Lola LC89B        | Lamborghini V12 | USA 8   | BRA Ret |         |         |         |         |         |         |         |         |         |         |         |         |         |         | 13. místo | 5    |
| 1990 | Espo Larrousse F1      | Lola 90           | Lamborghini V12 |         |         | SMR 13  | MON 6   | CAN 9   | MEX Ret | FRA 8   | GBR 4   | GER Ret | HUN 6   | BEL 9   | ITA Ret | POR Ret | ESP Ret | JPN Ret | AUS Ret | 13. místo | 5    |
| 1991 | Larrousse F1           | Larrousse Lola 91 | Cosworth V8     | USA Ret | BRA Ret | SMR Ret | MON 9   | CAN Ret | MEX 6   | FRA Ret | GBR Ret | GER Ret | HUN Ret | BEL Ret | ITA Ret | POR DNQ | ESP Ret | JPN DNQ | AUS     | 18. místo | 1    |
| 1994 | Ligier Gitanes Blondes | Ligier JS39B      | Renault V10     | BRA Ret | PAC 10  | SMR 12  | MON Ret | ESP 8   | CAN 13  | FRA Ret | GBR 13  | GER 3   | HUN 10  | BEL 10  | ITA 7   | POR 10  |         |         |         | 18. místo | 4    |
| 1994 | Team Lotus             | Lotus 109         | Mugen Honda V10 |         |         |         |         |         |         |         |         |         |         |         |         |         | EUR 18  | JPN     | AUS     | 18. místo | 4    |